# (4673) Bortle
Pour les articles homonymes, voir Bortle.
(4673) Bortle est un astéroïde de la ceinture principale.

## Description
(4673) Bortle est un astéroïde de la ceinture principale. Il fut découvert le 8 juin 1988 à l'Observatoire Palomar par Carolyn S. Shoemaker. Il présente une orbite caractérisée par un demi-grand axe de 2,55 UA, une excentricité de 0,06 et une inclinaison de 16,2° par rapport à l'écliptique.

## Compléments